# 마쓰다이라 데루타카
마쓰다이라 데루타카(松平輝高)는 에도 시대 중기의 다이묘이다. 고즈케 다카사키번 제3대 번주. 지샤부교, 오사카 조다이, 교토 소사대, 로주를 역임하였다.
| 전임 마쓰다이라 데루노리 | 제3대 다카사키번 번주 (오코치 마쓰다이라가) 1749년 ~ 1781년 | 후임 마쓰다이라 데루야스 |

| 전임 사카이 다다모치 | 제33대 오사카 조다이 1752년 ~ 1756년 | 후임 이노우에 마사쓰네 |

| 전임 사카이 다다모치 | 제21대 교토 쇼시다이 1756년 ~ 1758년 | 후임 이노우에 마사쓰네 |